# Советский район (Томск)
Советский район — один из чётырёх внутригородских районов в Томске. Занимает территорию к востоку от административного центра Томска (при этом включая его часть), в географическом центре города. Назван в честь Советского Союза.

## География
С севера район ограничен Ленинским и Октябрьским районами, с востока и юго-востока — сельскохозяйственными и лесными угодьями Томского района, с юга и запада — Кировским районом Томска.
Включает в себя исторические районы: Татарская слобода (северная часть), Нижняя Елань, Мухин Бугор, микрорайоны: Центральный, Академгородок, посёлки: Восточный (район улицы Балтийской), Заварзино, Родионово.

## История
Советский район города Томска создан решением исполкома Томского областного Совета депутатов трудящихся № 100 от 10 апреля 1973 года. 
18 января 1994 года постановлением главы администрации г. Томска Советский район был ликвидирован как административно-территориальная единица и стал внутригородской территорией для управления отраслями городского хозяйства и областями социальной сферы.
В соответствии с Уставом города Томска и на основании постановления Мэра города Томска от 28 мая 1997 года, все районы города, в том числе Советский, переименованы в соответствующие округа.
Постановлением Мэра города Томска от 11 марта 1998 года администрации Кировского и Советского округов были объединены в объединённую администрацию Кировского и Советского округов.  Объединённый округ носил неофициальное название Южного округа.
С 1 января 2006 года, в соответствии с новым уставом города, Южный округ вновь был разделён на два района, таким образом Советский район оказался в своих прежних границах.

## Население
| 1979     | 1989     | 2002     | 2009     | 2010     | 2012     | 2013     |
| -------- | -------- | -------- | -------- | -------- | -------- | -------- |
| 157 160  | ↘120 789 | ↘107 711 | ↘106 553 | ↗112 981 | ↗115 064 | ↗115 376 |
| 2014     | 2015     | 2016     | 2017     | 2018     | 2019     | 2020     |
| ↗116 580 | ↗117 051 | ↗117 129 | ↗117 735 | ↘117 641 | ↘117 211 | ↗117 497 |
| 2021     |          |          |          |          |          |          |
| ↘115 396 |          |          |          |          |          |          |

## Избирательные округа
- № 3 — Академический;
- № 4 — Центральный.

## Улицы

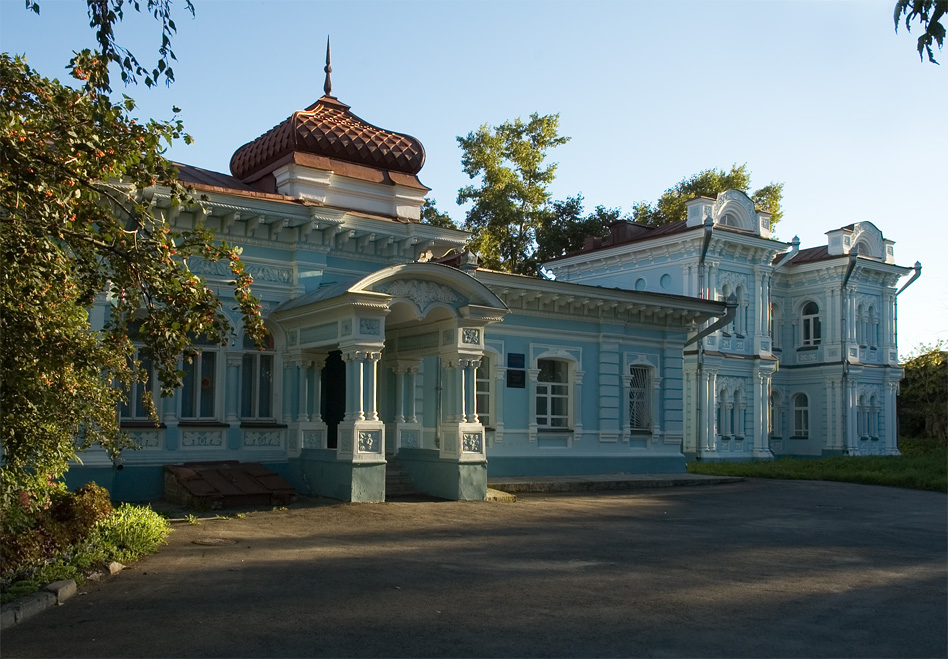
Особняк Карим-Бая в Татарской слободе

Крупнейшие улицы:
- проспект Фрунзе — 4,07 км.
- улица Алтайская — 3,68 км.
- улица Сибирская — 3,02 км.
- улица Герцена — 2,6 км.

## Предприятия и организации
- Томский государственный педагогический университет;
- Томский государственный университет систем управления и радиоэлектроники;
- Томский научный центр СО РАН
- Головной офис томского филиала ОАО «Ростелеком»;
- ОАО  "Манотомь";
- Томский домостроительный комбинат;
- Томская ГРЭС-2.